# Эфор Кимский
Эфор Кимский (др.-греч. Ἔφορος; около 405—330 годы до н. э.) — древнегреческий историк. Родом из Эолийской Кимы. Был учеником Исократа, который направил Эфора на исторические исследования. Его исторический труд в 30 книгах был первой попыткой всеобщей истории у греков, отличался массой собранного материала и исключением всего анекдотического и баснословного. Например, у Эфора отсутствовал весь мифический период, и произведение начиналось прямо с возвращения Гераклидов как первого несомненного факта. Последняя книга, по некоторым известиям, написанная или отделанная сыном Эфора, Демофилом, обрывалась на описании осады Перинфа Филиппом в 340 году до нашей эры. Особенно обработанной была в истории Эфора географическая часть. В пользовании источниками, например Геродотом, Эфор часто доходил до плагиата и обнаруживал иногда недостаток критики.

## Значение Эфора для позднейшей историографии
Сочинением Эфора особенно усиленно пользовался Диодор Сицилийский. Именно к труду Эфора восходит большая часть наших сведений об архаической Спарте. Эфор имел возможность пользовался источниками, непосредственно исходящими из самой Спарты, — произведениями Тиртея и Алкмана, спартанских поэтов архаического периода. «Знал Эфор, конечно, и богатую лаконофильскую литературу, у истоков которой стояли Критий, Ксенофонт и Платон. Так, описывая спартанскую конституцию в четвёртой книге своей истории (FgrHist 70 °F 149), Эфор использовал в качестве одного из источников „Лакедемонскую политию“ Ксенофонта». Тем не менее, отношение Эфора к спартанским порядкам было критическим. «Принято считать, что особенно резкие выпады Диодора против Спарты взяты им, скорее всего, у Эфора (ср.: Diod., XIV, 6; 10; 21; 40; 82; 110)».
Козьма Индикоплов, автор «Христианской топографии», утверждал, что его схема мира четырёх стран света «по Ефору».